# Departamento de Comercio Internacional
El Departamento de Comercio Internacional (Department for International Trade, sigla DIT) es un departamento ministerial del Gobierno del Reino Unido responsable de los acuerdos comerciales entre Reino Unido y otros estados, así como para fomentar la inversión extranjera y la exportación. El departamento fue creado por la primera ministra Theresa May poco después de que asumiera el cargo el 13 de julio de 2016, tras el referéndum para salir de la Unión Europea.
Los objetivos del DIT son fundamentalmente el desarrollo, coordinación y ejecución de una nueva política comercial para Reino Unido, incluyendo los acuerdos de libre comercio y el acceso al mercado de ofertas con todos los países, una vez que Reino Unido salió de la UE. El nuevo departamento es un órgano especializado con una nueva y significativa capacidad de negociación. Sus competencias estaban anteriormente en manos del Ministerio de Relaciones Exteriores y de la Mancomunidad de Naciones y el Departamento de Negocios, Innovación y Habilidades. Es supervisado por el Secretario de Estado de Comercio Internacional, actualmente Liz Truss.
En 2017 el departamento empleaba a unos 200 funcionarios.

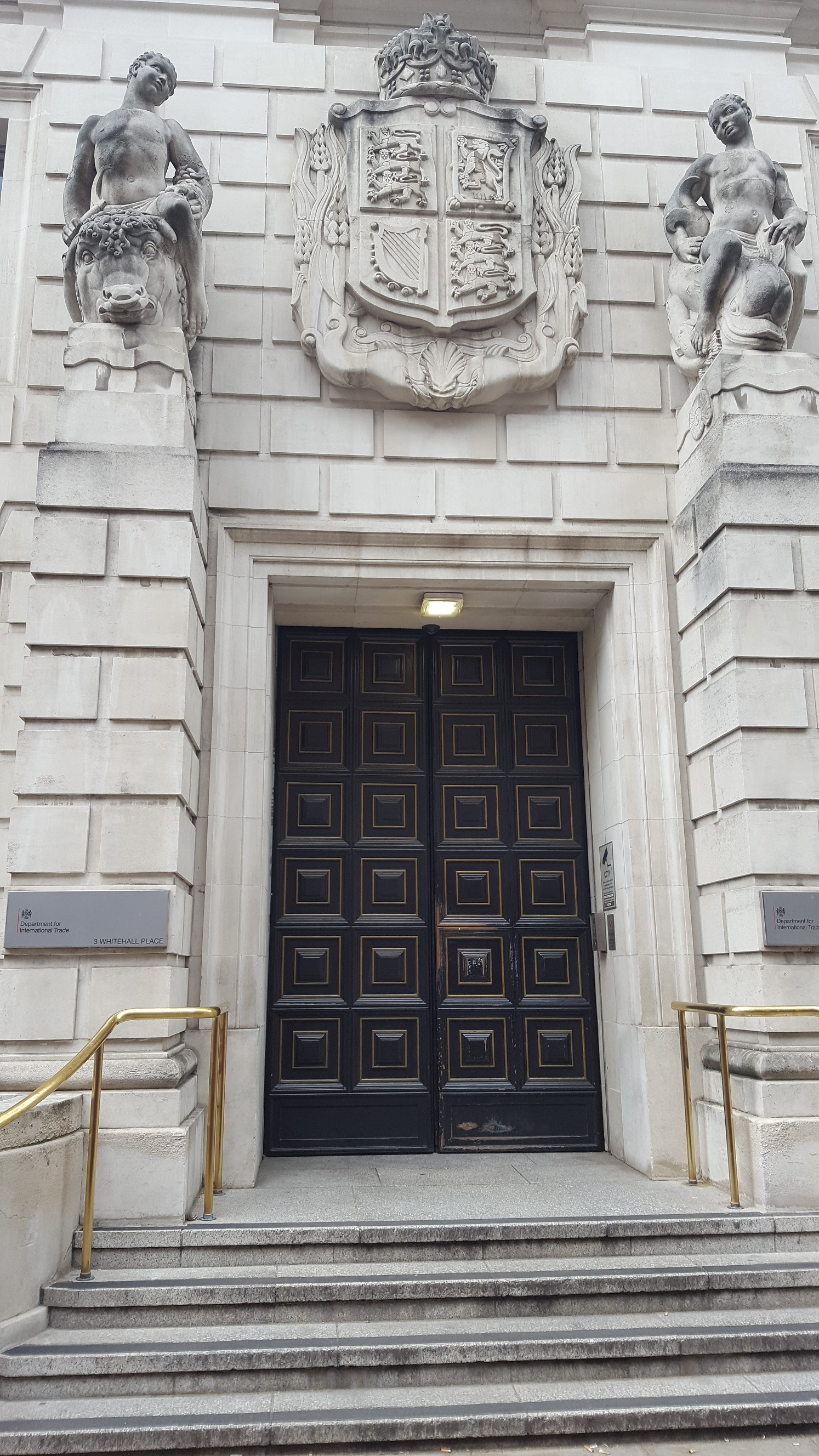
Departamento de Comercio Internacional

## Ministros
Los ministros del Departamento de Comercio Internacional son:
| El ministro de        | Rango                                                           | Cartera |
| --------------------- | --------------------------------------------------------------- | --- |
| Liz Truss MP          | Secretario de Estado, President of the Board of Trade           | Defensa del libre comercio a través de acuerdos de libre comercio, desarrollo de un acuerdo global de política arancelaria, y la reforma de la Organización Mundial del Comercio (OMC); mejora de la exportación, aumento del número de exportadores y del valor de las exportaciones; aumento de la cantidad y el valor de la inversión extranjera directa (IED) en el Reino Unido; responsabilidad global de los negocios del departamento. |
| Greg Manos MP         | El ministro de Estado para la Política de Comercio              | el comercio relacionado con las administraciones autónomas; el comercio para el desarrollo; la Ayuda Oficial al Desarrollo (AOD); también admite el Secretario de Estado con:- fijación de nuevos acuerdos de libre comercio con los estados unidos, Australia, Nueva Zelanda y Japón: el compromiso, la Organización Mundial del Comercio (OMC): el reino unido de la política arancelaria. |
| Grimstone de Boscobel | Ministro de Estado para la Inversión (Conjuntamente con SER&ES) | cubrimiento departamental de negocios en la cámara de los Lores; el desarrollo de una nueva estrategia de inversión; la promoción de la inversión en todos los sectores, las empresas de relaciones con inversores; líder en la relación estratégica de la gestión del programa de cross-Whitehall, incluyendo la cuenta de gestión de grandes en el reino unido los inversores; marketing global para atraer la inversión; el aumento de la inversión extranjera directa (IED) y la inversión de cartera en el reino unido; el fomento y apoyo de inversiones directas en el exterior (ODI). |
| Graham Stuart MP      | Subsecretario parlamentario de Estado para las Exportaciones    | la política de exportación y la promoción, incluyendo la estrategia de exportación; UK Export Finance (UKEF); de Defensa del reino unido y la Seguridad de las Exportaciones; el cambio climático y COP26; GRAN campaña; misiones comerciales; eventos globales; la política de inversiones en la cámara de los Comunes. |
| Ranil Jayawardena MP  | Subsecretario parlamentario de Estado de Comercio Internacional | los futuros acuerdos de libre comercio, acuerdo de comercio de continuidad; los controles a la exportación; eliminar los obstáculos al acceso a los mercados; también admite el Secretario de Estado con:- el comercio de recursos: los diálogos: la articulación económica y comités de comercio (JETCOs). |